# Tiếng lóng
Tiếng lóng hay từ lóng là một hình thức phương ngữ xã hội không chính thức của một ngôn ngữ, thường được sử dụng trong giao tiếp thường ngày, bởi một nhóm người. Tiếng lóng phổ biến trong hội thoại bằng lời nói nhưng tránh dùng trong văn viết trang trọng. Tiếng lóng ban đầu xuất hiện nhằm mục đích che giấu ý nghĩa diễn đạt theo quy ước chỉ những người nhất định mới hiểu. Tiếng lóng thường không mang ý nghĩa trực tiếp, nghĩa đen của từ phát ra mà mang ý nghĩa tượng trưng, nghĩa bóng.